# Yucca intermedia
Yucca intermedia és una planta del gènere Yucca.
Yucca intermedia és una espècie originària de Mèxic i forma part de la flora natural d'àrees protegides les quals són utilitzades en jardineria i ornamentació degut a la seva bellesa. D'acord amb Guillot y Van (2009), Y. rostrata va ser introduïda a Europa el 1902 al Jardí de la Villa de M. G. Casertano a St Georgia, Nàpols, com una espècie altament apreciada por la bellesa de la seva inflorescència, la qual rivalitza en elegància amb plantes d'altres famílies botàniques. otras familias botánicas.

## Descripció
Y. intermedia és una planta cespitosa, que rebrota i forma una gespa abundant, formant colònies molt separades. Sense tija o caulescent (amb la tija aparent), d'1 a 5 rosetes per colònia, en general petites. Les tiges són eretes i simples, de menys d'un metre d'alçada. Les làmines de les fulles són lineals, més amples de la zona mitjana, lleugerament flexibles, els marges enters de color blanc a gris. Les inflorescències són la majoria verdes, racemiforme (en forma de raïm, que sorgeix dins de rosetes, glabres; les bràctees erectes. Flors penjants; periant acampanat o rarament globós; tèpals diferents, de color crema o verds, sovint tenyides de rosa o marró, estretament el·líptiques a àmpliament el·líptiques, 5.5-7 × 2-3.2 cm; filaments a 2,5 cm; anteres 3.2 a 4.8 mm; pistil 1.5 a 3.2 cm; estil blanc o verd pàl·lid groguenc, 7 mm; estigmes lobulats. Fruits erectes, capsulars, dehiscents, oblongo-cilíndrics, de tant en tant constrets al mig, 5-5,7 x 2-2,5 cm. Llavors brillants o negre mat, primes, 6.10 mm. |www.efloras.org

## Sinonímia
Species 2000 & ITIS Catalogue of Life: April 2013
- Yucca baileyi subsp. intermedia (McKelvey) Hochstätter
- Yucca baileyi var. intermedia (McKelvey) Reveal
- Yucca intermedia var. ramosa McKelvey[2]

Species 2000 & ITIS Catalogue of Life: April 2013
- Yucca intermedia McKelvey
- Yucca baileyi var. intermedia
- Yucca baileyi subsp. intermedia
- Yucca intermedia var. ramosa

Integrated Taxonomic Information System (ITIS)
- Yucca intermedia McKelvey
- Yucca baileyi var. intermedia (McKelvey)
- Yucca intermedia var. ramosa McKelvey

NCBI Taxonomy
- Yucca intermedia
- Yucca baileyi var. intermedia
- Yucca baileyi var. intermedia (McKelvey)
- Yucca intermedia McKelvey[3]